# Goniobranchus kuniei
Goniobranchus kuniei (лат.) — вид ярко окрашенных брюхоногих моллюсков семейства Chromodorididae из отряда голожаберных (Nudibranchia). Обитают в Индо-Тихоокеанской области.

## Таксономия
Вид был впервые описан в 1930 году под названием Chromodoris kuniei Pruvot-Fol, 1930.

## Описание

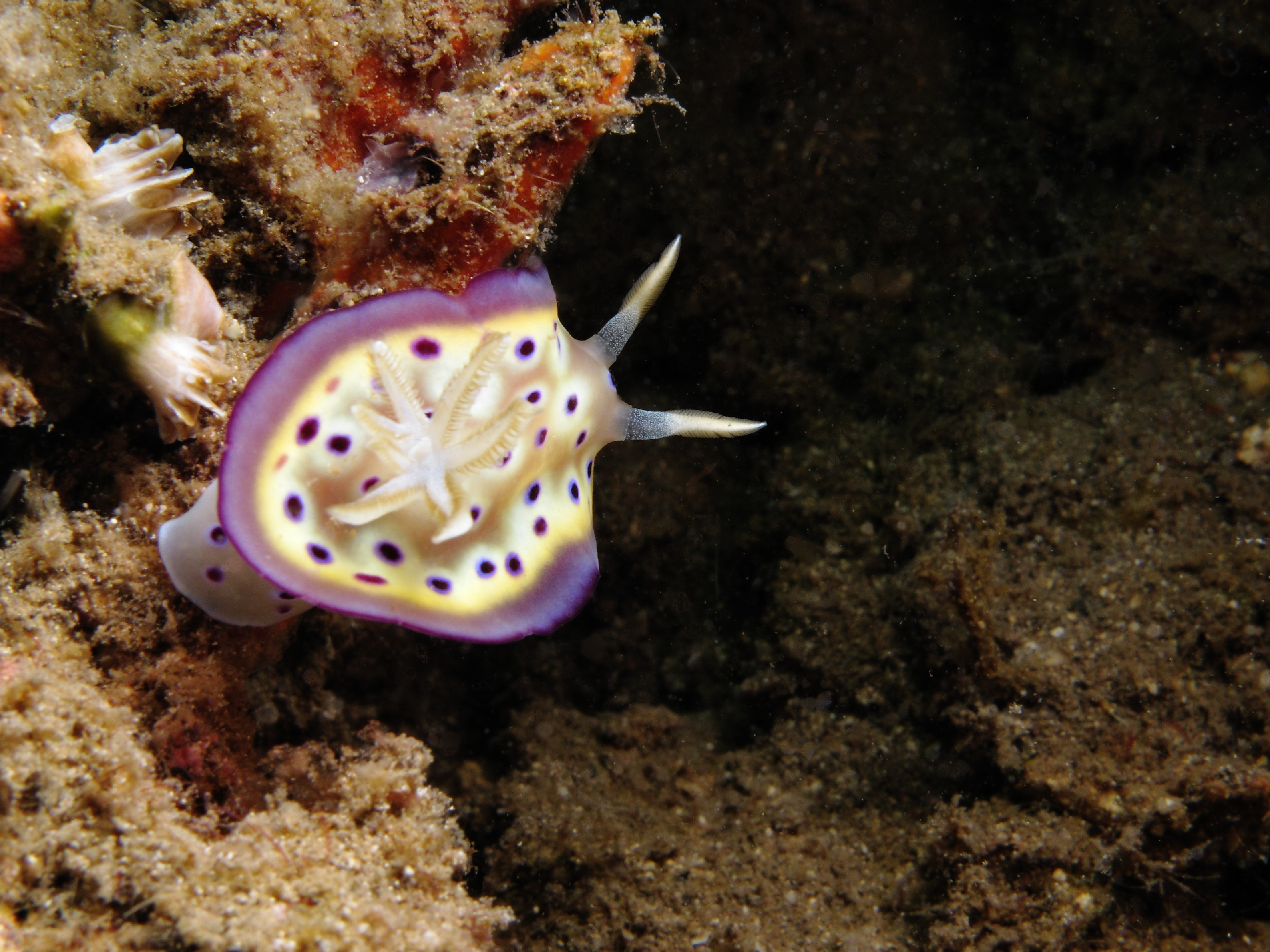
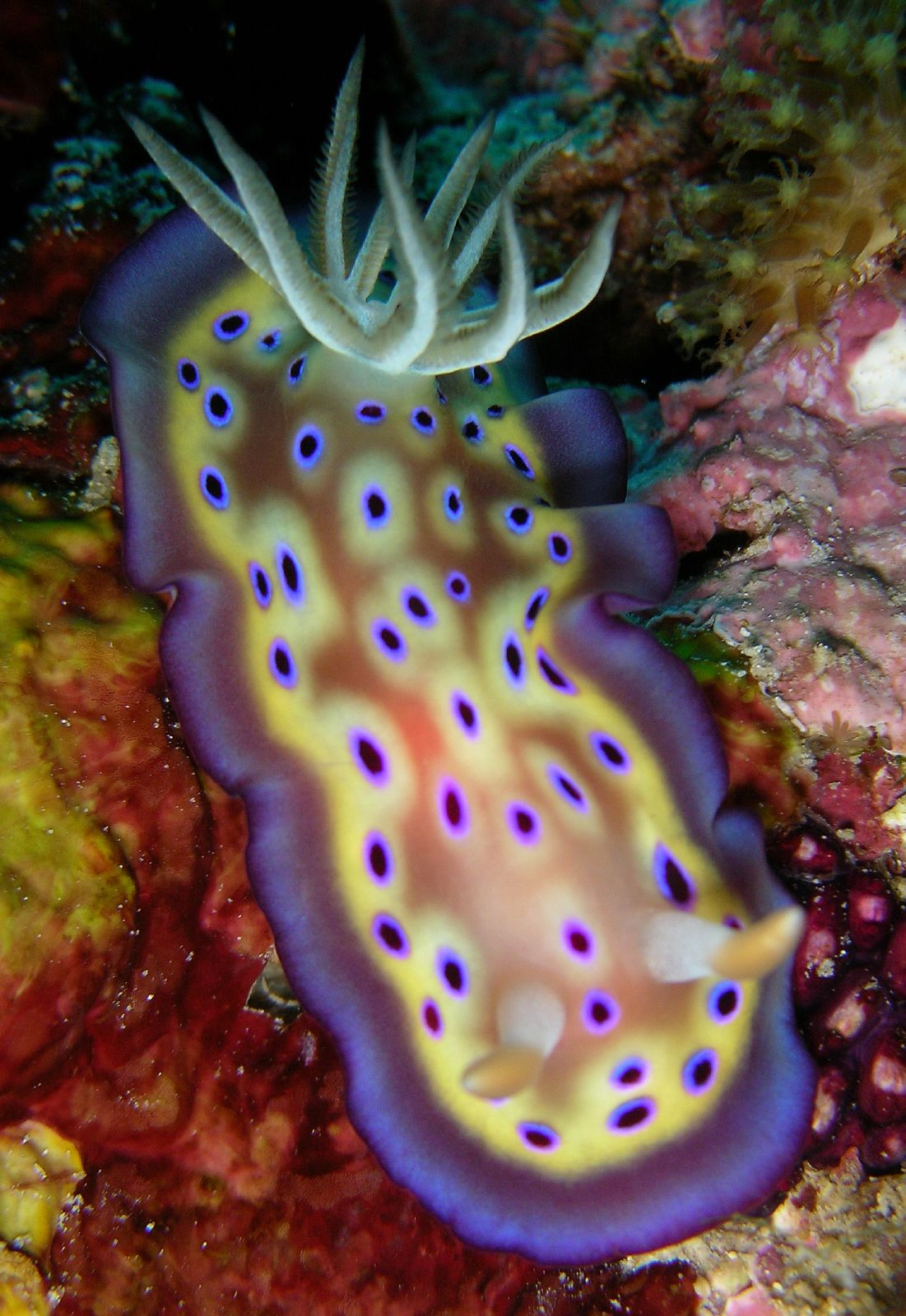

У Goniobranchus kuniei рисунок состоит из синих пятен с бледно-голубыми ореолами на кремовой мантии. На мантии имеется двойная кайма фиолетового и голубого цвета. Длина тела достигает 40 мм. Виды Goniobranchus tritos и Goniobranchus geminus имеют схожий рисунок окраски.

## Распространение
Этот вид был описан из Новой Каледонии. Он известен из западной части Тихого океана и восточной части Индийского океана с Фиджи, Маршалловых островов, Австралии, Папуа-Новой Гвинеи, Индонезии, Малайзии, Филиппин и Тайваня.

## Сходные виды
- Goniobranchus leopardus
- Goniobranchus geminus
- Hypselodoris tryoni
- Goniobranchus tritos